# Чжан Цзяо
Чжан Цзяо (также Чжан Цзюэ, кит. трад. 張角, упр. 张角, ум. 184) — наряду со своими братьями, Чжан Бао и Чжан Ляном, лидер восстания Желтых Повязок.
Утверждалось, что Чжан Цзяо — внук даосского патриарха Чжан Даолина, и таким образом владеет могущественными магическими силами. Мессианские свойства, приписываемые братьям, отразились в космичности их генеральских званий: Чжан Цзяо, как старший, именовался Генералом Небес; Чжан Бао и Чжан Лян, были, соответственно, Генералами Земли и Людей (таким образом, образовывалась китайская космогоническая триада Небо — Земля — Человек).
В марте 184 возглавил вооружённое восстание своих сторонников в Северном и Центральном Китае. Провозгласил себя «небесным гуном-полководцем». Погиб в бою с правительственными войсками.
Чжан Цзяо занял место в галерее образов романа Троецарствие и, соответственно, в народной культуре Китая и современной поп-культуре Восточной Азии.